# Folketingsvalget 1873
Der afholdtes valg til Folketinget 14. november 1873. Der blev valgt 101 medlemmer til det nye folketing. Der foruden blev et medlem valgt på Færøerne den 9. januar 1874. Der var ikke valg på Grønland.

## Stemmeberettigede
Stemmeberettigede var mænd over 30 år med egen husstand som ikke fik understøttelse fra fattigvæsenet. Der var 279.007 stemmeberettigede vælgere svarende til 15,0 % af Danmarks samlede befolkning.
| Sted                       | Vælgere     |
| -------------------------- | ----------- |
| København                  | 118 vælgere |
| Øvrige købstæder på øerne  | 151         |
| Købstæder i Jylland        | 150         |
| Landdistrikterne på øerne  | 156         |
| Landdistrikterne i Jylland | 155         |

Notater: Tabellen viser tallene pr. 1000 personer, i forhold til den samlede befolkning ud fra folketællingslister.

## Resultat
| Parti                | Mandater | +/- |
| -------------------- | -------- | --- |
| Højrekoalitionen     | 50       | +2  |
| Det Forenede Venstre | 51       | -2  |
| Total                | 101      |     |

## Valgkredse
Danmark (undtaget Færøerne og Grønland) var inddelt i 101 valgkredse hvor der i hver valgkreds skulle vælges et folketingsmedlem. I valgkredse med kun én opstillet kandidat, samt i valgkredse hvor der ikke blev begæret afstemning efter håndsoprækning kunne en kandidat kåres uden afstemning.
| Område                      | Antal valgkredse | Antal kåringer |
| --------------------------- | ---------------- | -------------- |
| Staden Kjöbenhavn           | 9                | 8              |
| Kjöbenhavns Amt             | 5                | 1              |
| Frederiksborg Amt           | 5                | 2              |
| Holbæk Amt                  | 5                |                |
| Sorö Amt                    | 5                |                |
| Præstö Amt                  | 6                |                |
| Bornholms Amt               | 2                | 2              |
| Maribo Amt                  | 5                | 1              |
| Odense Amt                  | 7                |                |
| Svendborg Amt               | 7                |                |
| Hjörring Amt                | 5                |                |
| Thisted Amt                 | 4                |                |
| Aalborg Amt                 | 5                |                |
| Viborg Amt                  | 5                |                |
| Randers Amt                 | 5                |                |
| Det forrige Aarhus Amt      | 3                | 1              |
| Det forrige Skanderborg Amt | 3                | 1              |
| Vejle Amt                   | 6                |                |
| Ringkjöbing Amt             | 5                |                |
| Ribe Amt                    | 4                | 1              |
| I alt                       | 101              | 17             |